# 14794 Конетський
14794 Конетський (14794 Konetskiy) — астероїд головного поясу, відкритий 24 вересня 1976 року.
Тіссеранів параметр щодо Юпітера — 3,215.